# Luis Bray
Luis Rafael Bray (nacido en Rosario el 18 de marzo de 1911)
fue un futbolista argentino. Se desempeñó como arquero y su primer club fue Rosario Central.

## Carrera

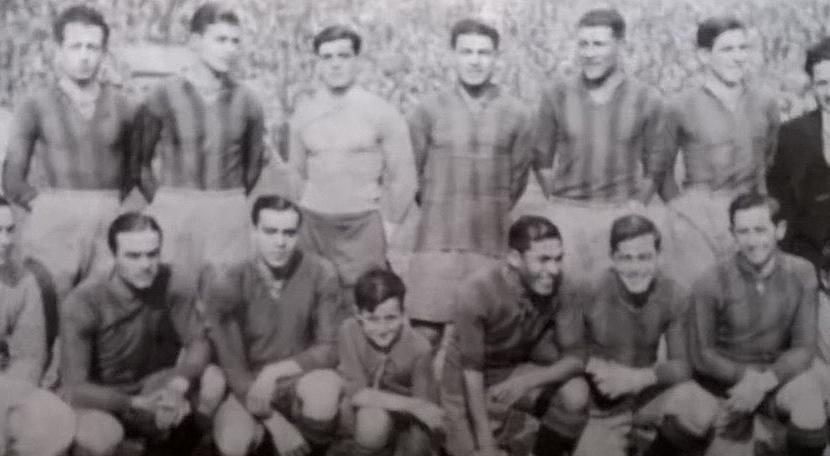
Rosario Central campeón Copa Vila 1930. Parados: Arturo Podestá, Francisco de Cicco, Luis Bray, Juan González, Teófilo Juárez, Ernesto Cordones; hincados: Pascual Salvia, Luis Indaco, Ramón Luna, Gerardo Rivas, Juan Francia.

El año debut de Bray en el primer equipo centralista fue 1930. Formó parte del plantel mayor siendo suplente del legendario arquero Octavio Díaz. En la Copa Nicasio Vila 1930, en la que Rosario Central se coronó campeón, llegó a disputar siete partidos.
Tras el avenimiento del profesionalismo Bray ganó lugar a Díaz, quien en 1931 tuvo su última temporada defendiendo la valla del cuadro de Arroyito. En los tres años siguientes debió competir por el puesto con Fidel Casagrande; luego con los arqueros incorporados desde el fútbol porteño José Peregrino Monjo y Cándido De Nicola.
Su último año en Rosario Central fue 1935; dejó el club tras 42 partidos. También fue integrante de la Selección Rosarina.

## Clubes
| Club            | País      | Año       |
| --------------- | --------- | --------- |
| Rosario Central | Argentina | 1930-1935 |

### Estadísticas
| Año   | Torneo             | Partidos Jugados | Goles Recibidos |
| ----- | ------------------ | ---------------- | --------------- |
| 1930  | Copa Nicasio Vila  | 7                | 8               |
| 1931  | Gobernador Molinas | 11               | 28              |
|       | Eliminatorio       | 1                | 4               |
| 1932  | Gobernador Molinas | 1                | 4               |
| 1933  | Gobernador Molinas | 11               | 18              |
|       | Copa Estímulo      | 5                | 9               |
| 1934  | Copa Preparación   | 1                | 2               |
|       | Gobernador Molinas | 2                | 3               |
| 1935  | Copa Preparación   | 3                | 7               |
| Total |                    | 42               | 83              |

## Palmarés
| Equipo          | País      | Título            | Año  |
| --------------- | --------- | ----------------- | ---- |
| Rosario Central | Argentina | Copa Nicasio Vila | 1930 |